# Pavlics Ferenc

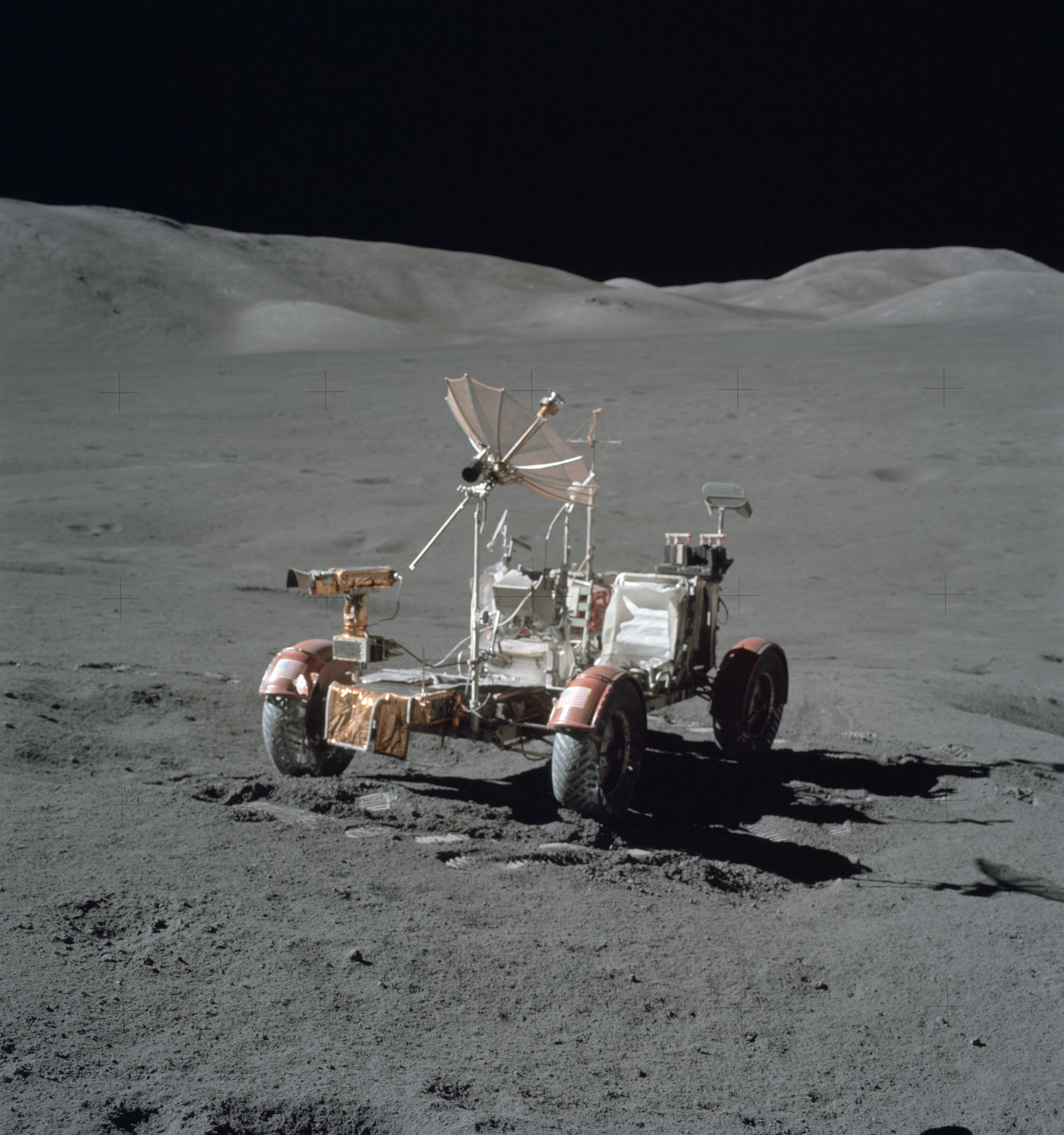
A holdautó, melynek tervezésében Pavlics Ferenc is részt vett. Az autó kerekének a szerkezete az ő szabadalma

Pavlics Ferenc (Balozsameggyes, 1928. február 3. – Kalifornia, Santa Barbara, 2024. február 13.) amerikai-magyar gépészmérnök, kutató, az 1971-ben a Hold felszínét kutató holdjáró jármű (Lunar Rover) tervezője.
Apai nagyszülei a Szentgotthárd melletti Rábatótfaluból való szlovénok voltak. Szülei tanítók voltak. A szombathelyi Faludi Ferenc Reálgimnáziumban érettségizett, majd a Budapesti Műszaki Egyetemen szerzett gépészmérnöki diplomát 1950-ben.

### Emigrációban
1956-ban elhagyta az országot. 1957-ben a General Motors (GM) kutató részlegén, Detroitban kezdődött el amerikai mérnöki pályafutása, kezdetben nagy mozgékonyságú terepjáró járművek kifejlesztésével foglalkozott a US Army Tank Automotive Command számára. Közben a Michigani Egyetemen posztgraduális tanulmányokat folytatott.
1961-ben a GM Santa Barbara-i kutatóintézetébe helyezték át, ahol vezető mérnökként vett részt bolygók felszínén közlekedő távirányítású és ember vezette terepjárók tervezésével, fejlesztésével kapcsolatos kutatómunkákban. Később a NASA JPL és a Boeing Aerospace Corparation megbízására a GM szerződéses munkáinak keretében a holdbázisú terepjáró kocsi kifejlesztését irányította.
Műszaki igazgatóként felelős volt az Apollo-programban megvalósult holdjármű (Lunar Roving Vehicle) tervezéséért és kivitelezéséért. A világ első Földön kívüli járműve, a holdi talajviszonyokra tervezett különleges kerekének köszönhetően, három napig sikeresen működött a Holdon 1971-ben, az Apollo–15 űrhajó holdra szállása alkalmával, majd másik két példánya 1972-ben az Apollo–16 és az Apollo–17 űrhajók járműveként is. Mindhárom jármű a Holdon maradt.
1971-ben NASA-díjat kapott az Apollo-program sikeréért.
Később a hibrid hajtású és üzemanyagcellás járművek kutatása felé fordult. Részt vett a Santa Barbara-i elektromos meghajtású autóbusz-hálózat kifejlesztésében.

### Magyarországi kapcsolatai
Rendszeres kapcsolatot tartott Magyarországgal. 2000-ben aranydiplomát, 2010-ben gyémántdiplomát kapott a Műegyetemen, 2005-ben a magyar autógyártás kezdetének 100. évfordulóján a Műegyetemen megtartott ünnepség díszvendége volt. 2008. március 15-e alkalmából megkapta a Magyar Köztársasági Érdemrend középkeresztje (polgári tagozat) kitüntetést. 2010-ben a Magyar Mérnöki Kamara tiszteletbeli tagjává választották, a szervezet Gépészeti Tagozata pedig Botka Imre-díjjal ismerte el munkásságát.